# 林瑩蓉
林瑩蓉（Ling Ying-jung，1965年9月24日—）是現任高雄市毒品防制局局長，臺灣律師、政治人物，高雄市人，曾任民主進步黨第13屆中央評議委員。畢業於國立臺灣大學法律學系，曾執業律師、任高雄市議會第四選舉區（左營區、楠梓區）議員，連三屆高雄市議員選舉都是該選區前二高票當選。

## 從政
2011年5月25日，林瑩蓉獲民主進步黨徵召，代表該黨角逐高雄市第三選舉區（左營區、楠梓區）立法委員，挑戰長期盤踞該區的中國國民黨立法委員黃昭順，初試啼聲的林瑩蓉便拿下逾46%選票，與黃昭順相差五千票落敗。
2016年7月17日，民進黨舉行全國黨代表大會，當選中央常務委員的林瑩蓉被歸類為親三立電視董事長林崑海的「海派」。2016年7月19日，前民進黨立法委員林濁水說，林崑海支持林瑩蓉的海派奪下一席中常委，媒體大亨介入黨內很糟糕；民進黨過去喊著黨政軍退出媒體，也曾批評中常委蔡同榮參與經營民間全民電視公司，當年怎麼批評，今天也應該要用同一套標準。民進黨發言人黃適卓回應，中常委當選人沒有經營或主持任何媒體，沒有違反黨政軍退出媒體相關事項。2020年8月，接任高雄市政府毒品防制局局長。

## 選舉記錄
| 年度 | 選舉屆數             | 選舉區           | 所屬政黨   | 得票數 | 得票率 | 當選標記 | 備註       |
| ---- | -------------------- | ---------------- | ---------- | ------ | ------ | -------- | ---------- |
| 2006 | 第七屆高雄市議員選舉 | 高雄市第二選舉區 | 民主進步黨 | 21,609 | 12.85% |          | 選區最高票 |
| 2010 | 第一屆高雄市議員選舉 | 高雄市第四選舉區 | 民主進步黨 | 23,391 | 12.62% |          |            |
| 2014 | 第二屆高雄市議員選舉 | 高雄市第四選舉區 | 民主進步黨 | 27,510 | 15.63% |          |            |

## 外部連結
- 高雄市議會議員簡介
- 林瑩蓉 線上大國民[永久]
- 林瑩蓉部落格
- 林瑩蓉Plurk （页面存档备份，存于）
- 林瑩蓉Facebook
- 林瑩蓉Youtube
- 林瑩蓉個人資訊 （页面存档备份，存于）